# Georg Friedrich Giesecke

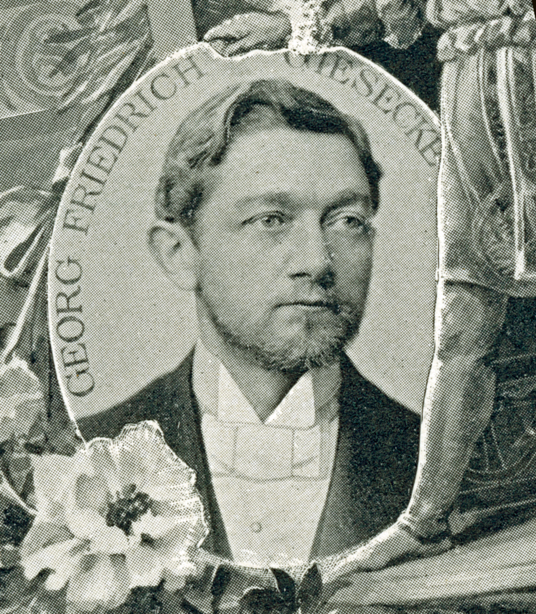
Georg Friedrich Giesecke (vor 1894)

Georg Friedrich Giesecke (auch Georg Giesecke; * 9. Februar 1853 in Leipzig; † 17. Februar 1930 ebenda) war ein deutscher Schriftgießer und Druckmaschinenfabrikant.

## Leben und Werk
Georg Friedrich Giesecke erhielt eine Ausbildung als Schriftgießer im Unternehmen J.G. Schelter & Giesecke, in dem sein Vater Bernhard Rudolph Giesecke (1826–1889) als Prokurist und Gesellschafter fungierte. Er arbeitete anschließend in einer US-amerikanischen Firma der gleichen Branche. Nach seiner Rückkehr in seine Heimatstadt Leipzig übernahm er 1874 die technische Leitung des väterlichen Betriebes und stellte diesen nach in den USA gewonnenen Erfahrungen und Erkenntnissen um. Er führte 1876 die Doppelgießmaschine nach amerikanischem Vorbild in Deutschland ein. 1881 gliederte er dem Betrieb eine Musiknotengießerei an. Im selben Jahr 1881 wurde er Teilhaber dieser Firma. 1890 kam eine Druckmaschinenfabrik für den Bau von Schnell- und Tiegeldruckpressen, Stereotypieeinrichtungen und Numerier- und Ziffernwerken hinzu. Die PHÖNIX-Tiegeldruckpresse und später die Zylinderdruckschnellpresse Windsbraut entwickelten sich zu Weltbestsellern, die in alle Kontinente exportiert wurden. 1895 ergänzte Georg Friedrich Giesecke die Schriftgießereiabteilung durch die Fabrikation von Holztypen und Drucklinien aus Messing. Georg Friedrich Giesecke spezialisierte sich unter anderem auf die Herstellung nicht-lateinischer Schrifttypen wie Kyrillisch, Griechisch, Türkisch, Persisch, Arabisch, Hebräisch und anderer orientalischer Drucktypen.
Georg Friedrich Gieseckes Urne wurde im Gieseck'schen Erbbegräbnis in der VI. Abteilung des Neuen Johannisfriedhofs beigesetzt. In dieser Grabstätte ruht auch sein Vater.
Die Villa des ehemaligen Inhabers Georg Friedrich Giesecke (1853–1930) und Nachkommen des Gründers Christian Friedrich Giesecke befindet sich in der Leipziger Karl-Tauchnitz-Straße 21.

## Schriften
- mit Walther Giesecke: 75 Jahre des Hauses J. G. Schelter & Giesecke in Leipzig. Den Freunden des Hauses gewidmet. J. G. Schelter & Giesecke, DNB 580871533.
- Mitteilungen über die Familien Giesecke und Pitterlin. J. G. Schelter & Giesecke, Leipzig 1919, DNB 580871541.